# Patrice Bonnet
Patrice Bertrand Bonnet, né le 27 juin 1879 à Saint-Girons (Ariège) et mort le 
1er novembre 1964 à Belbèze-en-Comminges (Haute-Garonne), est un architecte français prix de Rome actif essentiellement dans l'entre-deux-guerres.

## Biographie
Né en Ariège, il est admis en 1900 à l'École nationale supérieure des beaux-arts à Paris. Il fréquente l'atelier de Pierre Esquié, ce qui lui permet d'obtenir son diplôme et surtout le grand Prix de Rome en 1906. Il réside à la Villa Médicis du 5 janvier 1907 à la fin de l'année 1910. 
Il est nommé comme de tradition Architecte des bâtiments civils et palais nationaux notamment pour le Palais du Louvre, l'université de Strasbourg puis pour le domaine du Château de Versailles. Il engage un important projet de restauration du château à partir de 1925. Il devient Architecte en chef des monuments historiques en 1921 et est chargé à ce titre du département des Pyrénées-Orientales et de son département natal, l'Ariège. Poursuivant sa carrière d'architecte officiel de l'État, il parvient à l'immédiate après-guerre, au sommet de cette ascension en tant qu'inspecteur général des Bâtiments civils en 1944. Il répond par ailleurs à quelques rares commandes privées.
Il est directeur de l'École supérieure des beaux-arts de Toulouse et enseigne à l'École polytechnique. Il est élu au 2e fauteuil de la section architecture de l'Académie des beaux-arts en 1939.

## Principales réalisations
- 1913-1927 : siège de la Caisse d'épargne, 9 rue Gambetta, Saint-Girons ;
- 1921 : pavillon animalier, dans le jardin de l'Institut d'hématologie de la Faculté de médecine à Strasbourg (construit pour l'élevage des animaux destinés à l'expérimentation médicale)[1] ;
- 1922-1924 : monument aux morts de Saint-Girons, inscrit M.H. en octobre 2018[2] ;
- 1930 : école normale d'institutrices de Laon (Aisne) ;
- ? : villa art-déco de Vincent Auriol, 6 bd Aristide Briand à Muret, devenue le musée Clément-Ader ;
- 1939 : bâtiment de l'Institut français du Royaume-Uni, 15-17 Queensberry Place à Londres ;
- 1939 : villa Le Noviciat à Versailles pour le compte de Paul-Louis Weiller.